# 대한민국 축구 국가대표팀의 1940년대 경기 결과

## 1948년
| 런던 올림픽 본선 16강전 8월 2일 | 대한민국                                                 | 5 – 3  | 멕시코                                     | 런던, 영국                                                            |  |  |
| 18:30 UTC±0                     | - 최성곤 13′ - 배종호 30′ - 정국진 63′, 66′ - 정남식 87′ | 리포트 | - 카르데나스 23′ - 피게로아 85′ - 리스 89′ | 경기장: 챔피언 힐 관중 수: 6,500명 심판: 레오 레메시치 (유고슬라비아) |  |  |
|                                 |                                                          |        |                                            |                                                                       |  |  |

| 런던 올림픽 본선 8강전 8월 5일 | 스웨덴                                                                                             | 12 – 0 | 대한민국 | 런던, 영국                                                              |  |  |
| 18:30 UTC±0                    | - 리드홀름 11′, 62′ - G. 노르달 25′, 40′, 78′, 80′ - 그렌 27′ - 칼손 61′, 64′, 82′ - 로센 72′, 85′ | 리포트 |          | 경기장: 셀허스트 파크 관중 수: 7,110명 심판: 주세페 카르파니 (이탈리아) |  |  |
|                                | |        |          |                                                                         |  |  |

## 1949년
| 친선경기 1월 16일 | 베트남 공화국 | 3 – 3 | 대한민국 | 사이공, 베트남 |  |  |
|                   |               |       |          |                |  |  |
|                   |               |       |          |                |  |  |

| 친선경기 1월 25일 | 마카오 [[파일:{{{국기그림-1577}}}\|22x20px\|border \|마카오\|링크=마카오]] | 0 – 3 | 대한민국                       | 마카오 |  |  |
|                   |                                                                            |       | - 정남식 30′ - 정국진 60′, 63′ |        |  |  |
|                   |                                                                            |       |                                |        |  |  |

## 같이 보기
- 대한민국 축구 국가대표팀 경기 결과
- 대한민국 축구 국가대표팀
- 코리아컵 국제축구대회
- 대한축구협회

## 참고 자료
- 대한축구협회 웹사이트 남자국가대표 경기일정/결과